# SS-Brigadeführer

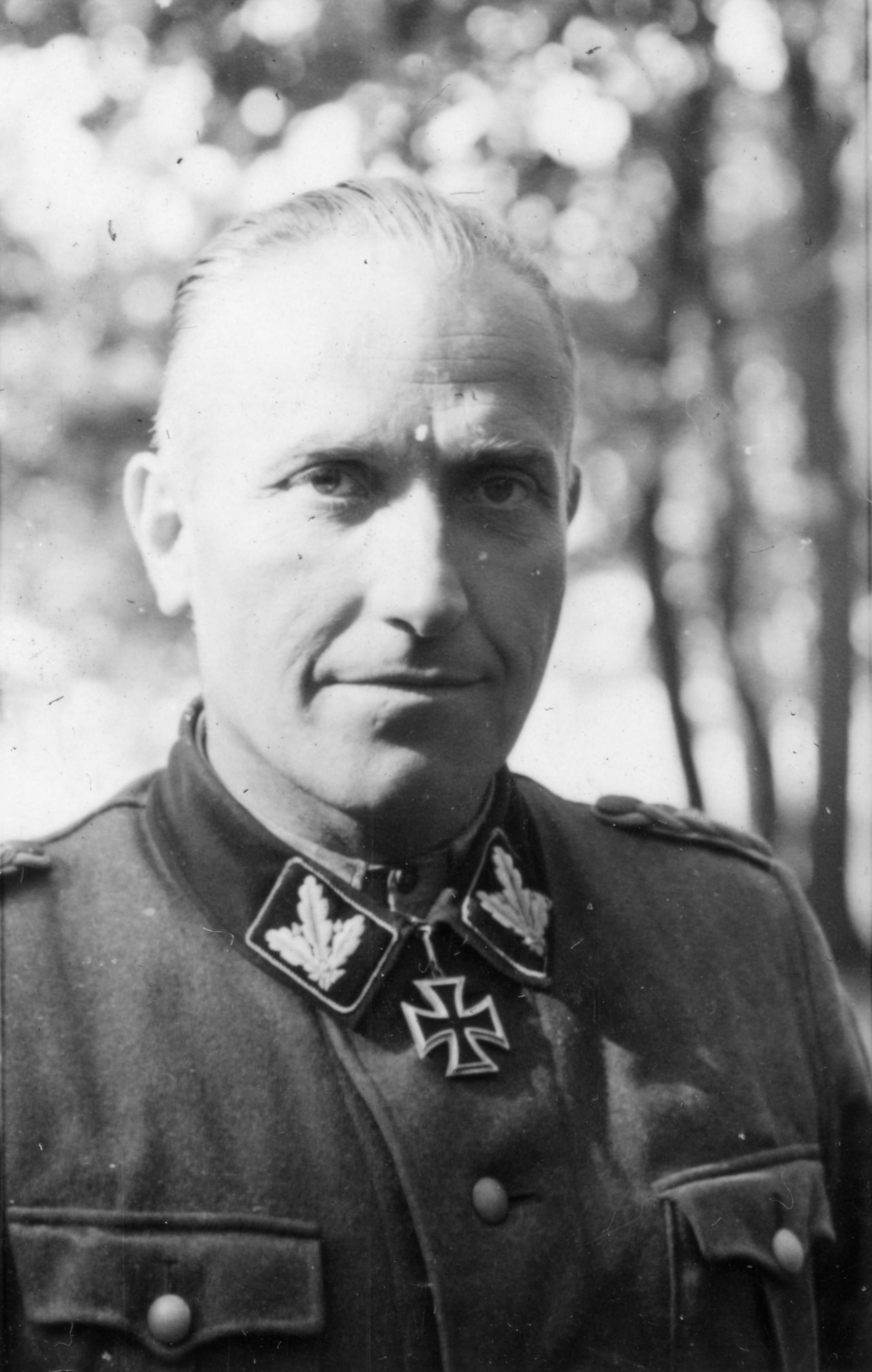
Hermann Prieß im Rang eines SS-Brigadeführers und Generalmajors der Waffen-SS

SS-Brigadeführer (kurz: Brif; Ansprache: Brigadeführer) war im Deutschen Reich der niedrigste Generalsrang der Schutzstaffel (SS), vergleichbar mit einem Generalmajor. Der SS-Dienstgrad wurde im Mai 1933 eingeführt.

## Rangfolge und Insignien
Dieser SS-Rang entsprach dem damaligen Generalmajor der Wehrmacht bzw. dem SA-Brigadeführer. Die Unterlage der Schulterstücke war in der für alle Generalsränge der Waffen-SS üblichen Waffenfarbe „Silber-Grau“ gehalten. Im Zuge der Dienstgradangleichung wurde der Rang den Generalmajoren der Ordnungspolizei, Ministerialdirigenten und Ministerialräten in Sonderstellung der Polizeiverwaltung und Polizeipräsidenten verliehen.
| Dienstgrad               |                         |                         |
| niedriger: SS-Oberführer | SS-Brigadeführer (Brif) | höher: SS-Gruppenführer |

Bei den Abbildungen werden die Rangabzeichen oder Dienstgradabzeichen gezeigt, die als Schulterstücke und Kragenspiegel, aber auch als Ärmelabzeichen ab 1942 für Tarn- oder Spezialanzüge, getragen wurden. Die spiegelgleichen Kragenspiegel mit dem Rangabzeichen wurden an der feldgrauen Uniformjacke der Waffen-SS oder der grauen Feldbluse getragen.